# Fuerte del Portalet
El Fuerte del Portalet es un fuerte situado en el valle de Aspe, en Bearn, Pirineo francés, construido entre 1842 y 1870.

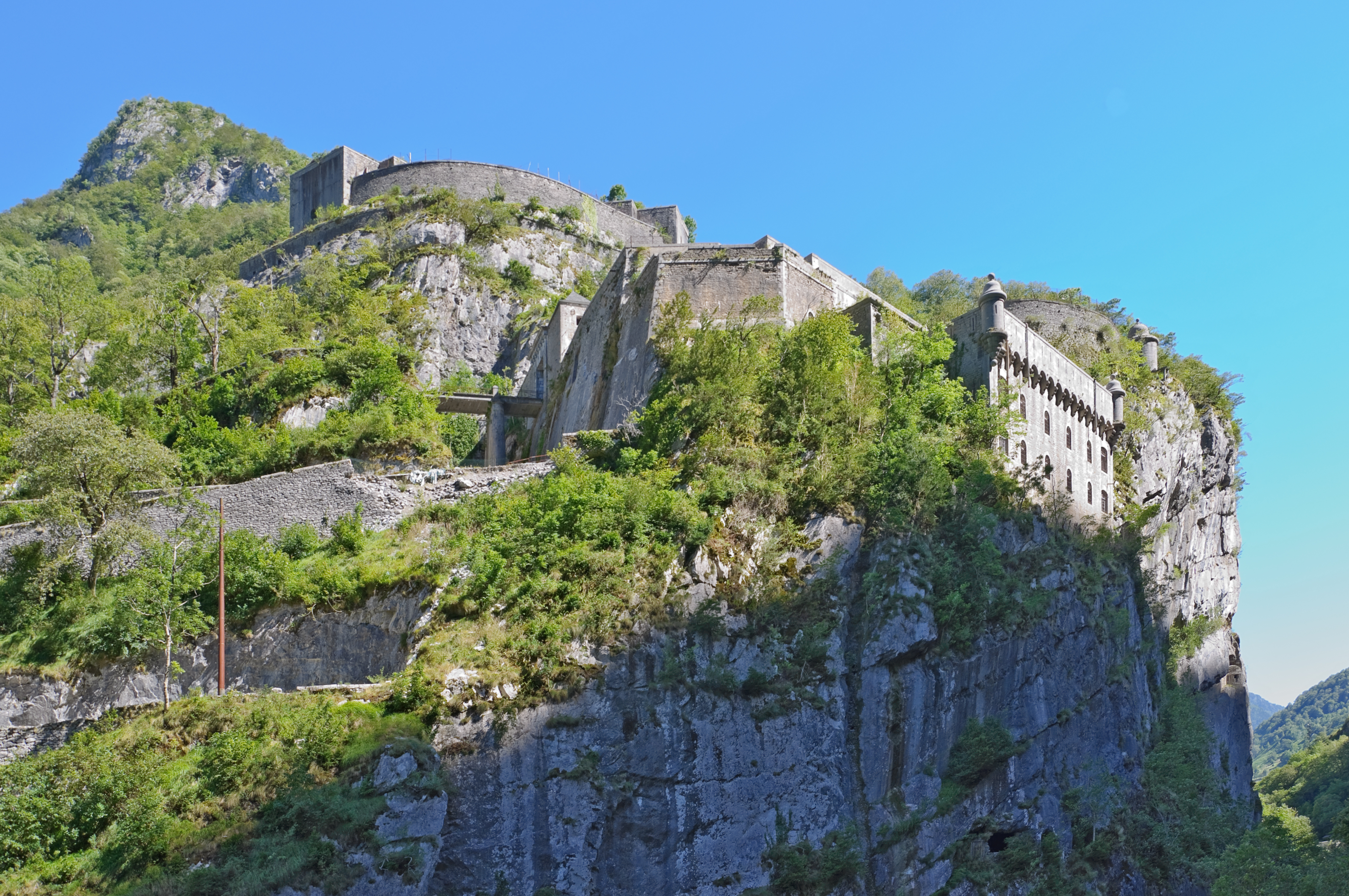

La fortificación, construida por orden de Luis Felipe I, guarda la frontera de los Pirineos y protege el acceso al Puerto de Somport.           
El Fuerte del Portalet está situado en un acantilado frente al Chemin de la Mâture (literalmente "El camino del mástil") y domina el torrencial río Gave d'Aspe .  Iniciado en 1842 y terminado en 1870, el fuerte reemplazó una torre medieval más al norte. 
Con capacidad para albergar a 400 hombres, el fuerte sirvió como depósito y cuartel para el 18.º Regimiento de Infantería entre 1871 y 1925. Luego dejó de utilizarse como instalación militar a tiempo completo.
Durante la Segunda Guerra Mundial, el régimen de Vichy arrestó e internó a Léon Blum, Édouard Daladier, Paul Reynaud, Georges Mandel y Maurice Gamelin como prisioneros políticos en el fuerte.  Después de los juicios de Riom, Reynaud fue transferido a custodia alemana y retenido en Alemania. Mandel fue llevado a París, donde fue ejecutado en 1944 por la Milicia en represalia por el asesinato ese mismo año de Philippe Henriot, un funcionario de Vichy, por la Resistencia. 
En agosto de 1944 el fuerte fue liberado por maquis españoles y franceses, rindiéndose la guarnición alemana. Después de la guerra, Philippe Pétain, jefe del gobierno de Vichy, fue encarcelado en el fuerte del 15 de agosto al 16 de noviembre de 1945. 
Después de que el gobierno abandonara el fuerte, fue comprado por las autoridades locales en 1999. Actualmente el fuerte se encuentra en restauración, aunque es visitable.